# Marthod
Marthod település Franciaországban, Savoie megyében. Lakosainak száma 1342 fő (2022. január 1.). Marthod Césarches, Mercury, Queige, Thénésol, Ugine és Val de Chaise községekkel határos.

## Népesség
A település népességének változása:
| Lakosok száma | 1384 | 1382 | 1403 | 1367 | 1360 | 1352 | 1345 | 1339 | 1342 |
|               | 2013 | 2015 | 2016 | 2017 | 2018 | 2019 | 2020 | 2021 | 2022 |